# Тинский, Анатолий Гаврилович

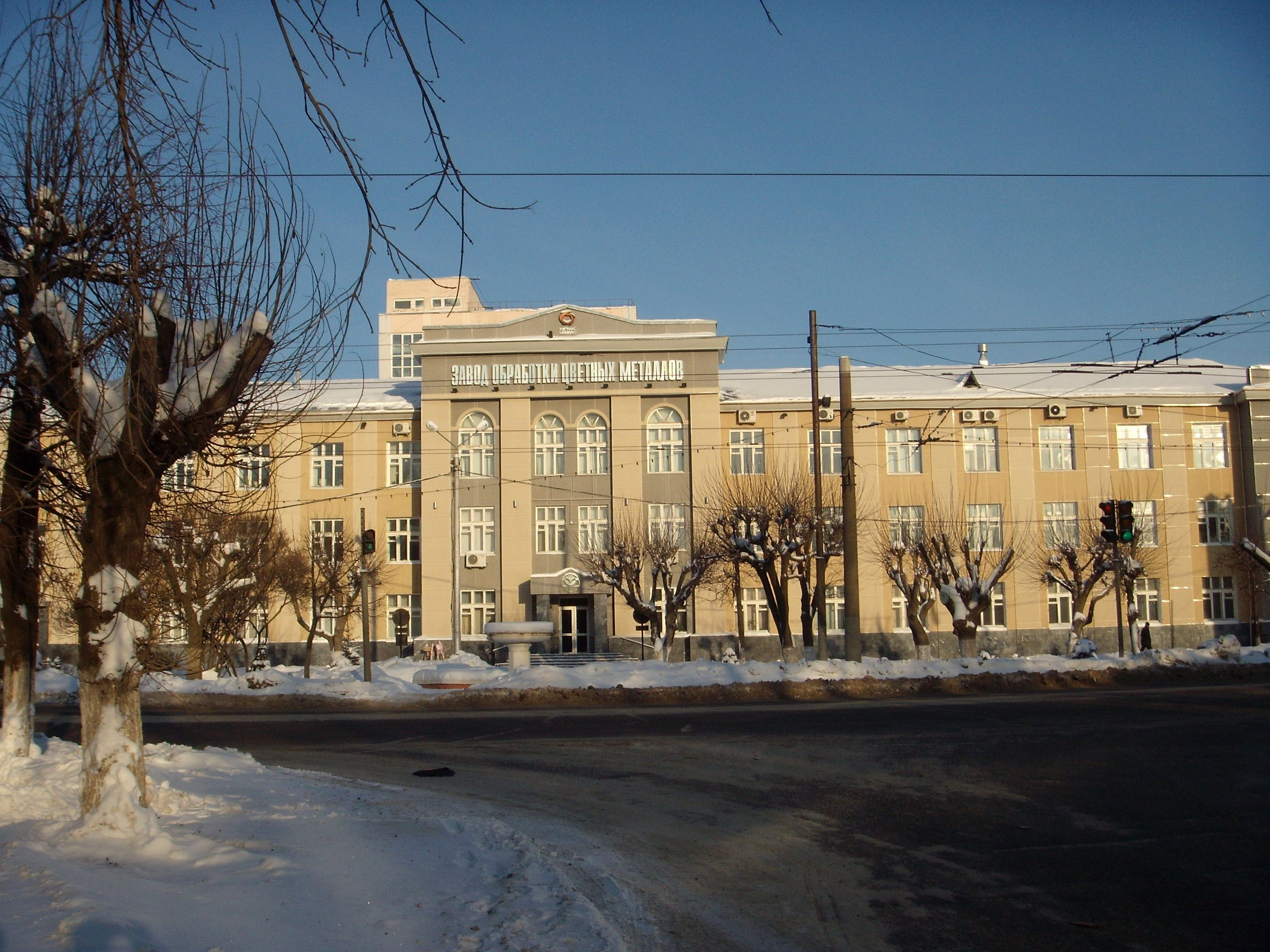
Административный корпус завода «ОЦМ»

Анато́лий Гаври́лович Ти́нский (1920—2006) — архитектор, инженер-строитель, учёный, вятский краевед, доцент, член Союза архитекторов России (1960), Почётный гражданин города Кирова (1993). Один из основных авторов Энциклопедии земли Вятской, в том числе, составитель пятого тома — «Архитектура».

## Биография
Анатолий Гаврилович Тинский родился 25 февраля 1920 года, в городе Каргополь Архангельской области, в семье педагогов.
В 1937 году он оканчивает школу в городе Кингисеппе, зачислен в Ленинградский индустриальный институт на гидротехнический факультет.
Участвовал в сооружении Каттакурганского водохранилища, Кураховской ГРЭС. Окончил Ленинградскую военную академию связи им. С. М. Будённого, участник ВОВ, закончил войну в должности комбата.
Затем продолжил учёбу в институте.
В 1947—1951 годах работал в Мурманской области, в марте 1951 года переехал в Киров. Занимался строительством заводов (в частности, ОЦМ), фабрик, школ, культурных и медицинских учреждений, застройкой первых кварталов Кирова крупнопанельными домами. Участвовал в создании строительного техникума и политехнического института. Был учителем многих специалистов — строителей города.
Тинский участвовал в «Краеведческих четвергах» в Кировской областной библиотеке. Вместе с другим краеведом, Евгением Петряевым они делали совместые доклады об исторических зданиях города — Тинский о истории здания, а Петряев о его жителях в разные периоды.
С 1993 года участвовал в создании Энциклопедии Земли Вятской как специалист по архитектуре и вятскому краеведению. В 1996 год вышел том 5 — «Архитектура», где он был главным автором и составителем.
Умер 15 апреля 2006 года в Кирове, в возрасте 86 лет. Похоронен на Новомакарьевском кладбище на Аллее Славы Почётных граждан.

## Награды
- Орден Трудового Красного Знамени
- Орден Отечественной войны II степени[1][2]
- Орден Почёта (Россия)
- Медаль Жукова[3]
- Медаль «За трудовое отличие»
- Медаль «В ознаменование 100-летия со дня рождения Владимира Ильича Ленина» (6 апреля 1970)
- Медаль «За победу над Германией в Великой Отечественной войне 1941—1945 гг.» (9 мая 1945[4])
- Юбилейная медаль «Двадцать лет Победы в Великой Отечественной войне 1941—1945 гг.» (7 мая 1965[5])
- Юбилейная медаль «Тридцать лет Победы в Великой Отечественной войне 1941—1945 гг.»[6]
- Медаль «Сорок лет Победы в Великой Отечественной войне 1941-1945 гг.»[7]
- Юбилейная медаль «50 лет Победы в Великой Отечественной войне 1941—1945 гг.»[8]
- Медаль «Ветеран труда»
- Медаль «30 лет Советской Армии и Флота»[9].
- Юбилейная медаль «40 лет Вооружённых Сил СССР»[10]
- Юбилейная медаль «50 лет Вооружённых Сил СССР» (26 декабря 1967[11])
- Юбилейная медаль «60 лет Вооружённых Сил СССР» (28 января 1978[12])
- Юбилейная медаль «70 лет Вооружённых Сил СССР» (28 января 1988[13])

## Публикации
- Хохлов А.А. Человек и время: А.Г.Тинский; Строитель, историк, гражданин // Выбор.- Киров, 1993.- Март (N 8).- С.9; Кировская правда.- 1993.- 22 апр. (N 48, гор. вып.).- С.2.
- И титул почётного гражданина [А.Г.Тинскому] // Вятский край.- 1993.- 30 нояб. (N 225).- С.1.
- Тинский Анатолий Гаврилович // Энциклопедия земли Вятской: [В 11 т.].- Киров, 1996.- Т.6: Знатные люди: (Биогр. слов.).- С.439.
- Тинский Анатолий Гаврилович // С почтением и благодарностью: Главы гор. упр. Почёт. граждане.- Киров, 1999.- С.101: портр.
- Тинский А.Г. Вятская мозаика // Путь длиною в 60 лет: Метод. рекомендации / Сост.Л.А.Кропачева; Киров. обл. науч. б-ка им.А.И.Герцена.- Киров, 1995.- С.27-28.
- Андрей Петров. Дома поставлены на карту // «Российская газета — Приволжье». — Киров, 2007. — № 4547.